# Otłoczyn (zniesiona osada leśna)
Otłoczyn – dawna osada leśna w Polsce położona w województwie kujawsko-pomorskim, w powiecie aleksandrowskim, w gminie Aleksandrów Kujawski.
Nazwa zniesiona 1.01.2021 r.
W latach 1975–1998 miejscowość administracyjnie należała do województwa włocławskiego.